# Гоенфельс (Баварія)
Гогенфельз (нім. Hohenfels) — громада в Німеччині, розташована в землі Баварія. Підпорядковується адміністративному округу Верхній Пфальц. Входить до складу району Ноймаркт.
Площа — 137,10 км2. Населення становить 2240 ос. (станом на 31 грудня 2020).